# Kazimierz Sidor

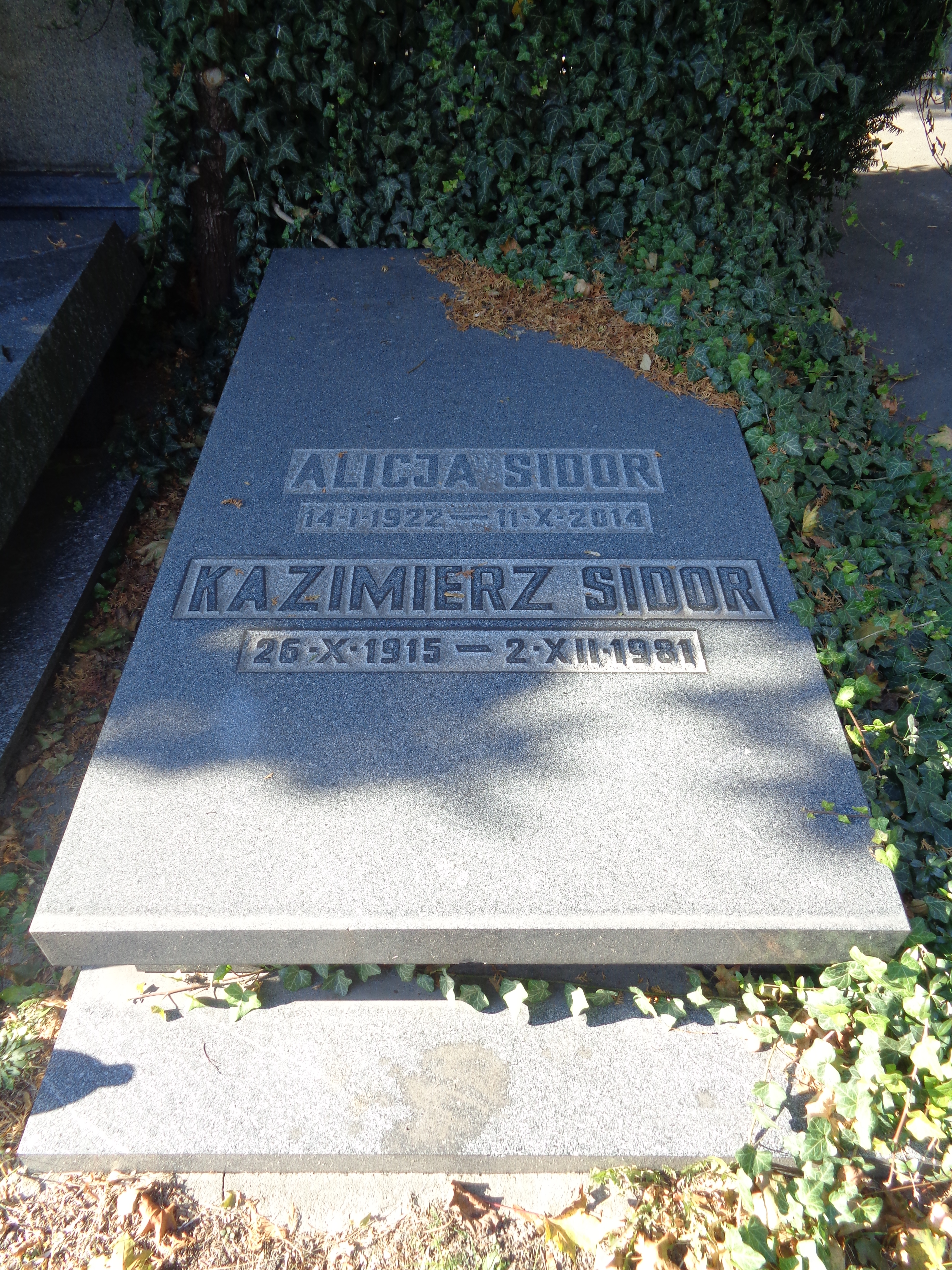
Grób Kazimierza Sidora na Cmentarzu Wojskowym na Powązkach

Kazimierz Sidor ps. „Kazik”, „Hardy”, „Kruk” i „Swarożyc” (ur. 26 października 1915 w Rudce Starościańskiej na Lubelszczyźnie, zm. 2 grudnia 1981 w Warszawie) – polski dyplomata i działacz polityczny, komendant Związku Młodochłopskiego, Bojowej Organizacji Ludowej i obwodu Włodawa Okręgu Lublin Batalionów Chłopskich, dowódca Okręgu nr. 1 Północnego Obwodu II Gwardii Ludowej, oficer informacyjny Obwodu II Gwardii i Armii Ludowej, przewodniczący konspiracyjnej lubelskiej Wojewódzkiej Rady Narodowej, poseł do Krajowej Rady Narodowej i wojewoda lubelski, pułkownik WP, wielokrotny ambasador PRL w Iranie i Afganistanie (1956–1960), Egipcie, Somalii, Jemenie i Libii (1960–1965), we Włoszech i na Malcie (1972–1977) oraz w Turcji (1978–1980).

## Życiorys
Urodzony w Rudce Starościańskiej na Lubelszczyźnie, z wykształcenia biolog i prawnik, przed II wojną światową działał w Centralnym Związku Młodzieży Wiejskiej „Siew”. Już w 1939 włączył się w działalność podziemną. Współorganizował Związek Młodochłopski, który z czasem został przekształcony w Bojową Organizację Ludową, którą Sidor dowodził w latach 1940–1942 na Lubelszczyźnie. W późniejszych latach wespół ze Stefanem Skoczylasem organizował Bataliony Chłopskie w powiecie włodawskim. Formalnie objął funkcję komendanta obwodu w połowie 1943. W 1942, po przystąpieniu Bojowej Organizacji Ludowej do PPR i wejściu w skład Gwardii Ludowej został (we wrześniu 1943) oficerem informacyjnym Obwodu II GL. Był członkiem wojewódzkiego komitetu PPR oraz współorganizatorem i od 18 lutego 1944 do 1945 przewodniczącym podziemnej Wojewódzkiej Rady Narodowej w Lublinie. Był wydawcą i redaktorem pism „Biuletyn” i „Manifest Wolności”.
Od marca do lipca 1944 przebywał w Moskwie jako członek delegacji Krajowej Rady Narodowej, posłem do której był w latach 1944–1947. Był pierwszym po wojnie wojewodą lubelskim i pełnił tę funkcję w latach 1944–1945. W ludowym Wojsku Polskim otrzymał stopień pułkownika.
Od 1948 był członkiem PZPR. W okresie 1945–1946 szef Polskiej Misji Wojskowej w Rzymie, 1947–1949 attaché wojskowy Ambasady RP w Berlinie, zaangażowany w prace Komitetu Słowiańskiego w Polsce. W latach 1950–1956 był wicedyrektorem Instytutu Spraw Międzynarodowych. Następnie pracował w MSZ, gdzie pełnił szereg funkcji kierowniczych na placówkach zagranicznych. W latach 1956–1960 poseł PRL w Iranie i Afganistanie, 1960–1965 ambasador w Egipcie, z równoczesną akredytacją w Somalii, Jemenie oraz Libii, 1972–1977 ambasador we Włoszech i na Malcie, 1978–1980 ambasador w Turcji. Członek Rady Naczelnej ZBoWiD.
Zmarł 2 grudnia 1981 roku w Warszawie. Pochowany na Cmentarzu Wojskowym na Powązkach w Warszawie (kwatera C37-6-1).

## Rodzina
W 1945 poślubił Alicję Mezer (ur. 14 stycznia 1922, zm. 11 października 2014), z którą spoczywa na Cmentarzu Wojskowym na Powązkach. Para miała córkę Ewę (ur. 1946).
Rodzicami Kazimierza Sidora byli Natalia z domu Biniszewska i Antoni, właściciele trzynastohektarowego gospodarstwa. Miał liczne rodzeństwo min. siostrę Marię, działaczkę ludową, łączniczkę BCh, GL i AL, uczestniczkę bitwy pod Rąblowem, funkcjonariuszkę UB i MO, matkę Jana i Alicji i żonę Jana Łobaszewskiego – funkcjonariusza MBP i MSW.

## Wybrane publikacje
- W niewoli u Andersa (1947)
- Trzeci front (1957)
- Bogowie, magowie i nafta (1967)
- Rewolucja pod piramidami (1969)
- Naseryzm: historia, praktyka i teoria socjalizmu w ZRA (tom 138–139 serii wydawniczej Omega, 1969)
- Wzgórze Watykanusa (1981)

## Ordery, odznaczenia i nagrody
- Order Sztandaru Pracy I klasy
- Krzyż Komandorski z Gwiazdą Orderu Odrodzenia Polski
- Krzyż Komandorski Orderu Odrodzenia Polski (1964)[5]
- Order Krzyża Grunwaldu II klasy (uchwała KRN z 5 stycznia 1945)[6]
- Order Krzyża Grunwaldu III klasy (dwukrotnie: 1 stycznia 1944[7][8] i 30 kwietnia 1944[9])
- Krzyż Kawalerski Orderu Odrodzenia Polski (2 lipca 1955)[10]
- Krzyż Srebrny Orderu Virtuti Militari
- Krzyż Partyzancki
- Medal Zwycięstwa i Wolności 1945
- Złoty Medal za zasługi w upowszechnianiu kultury (Włochy, 1975)[11]
- Nagroda "Miesięcznika Literackiego" (1981) za książkę "Wzgórze Watykanusa" ("Książka i Wiedza")[12]

## Awanse
- podporucznik GL – 15 lipca 1943[13]
- kapitan GL – 30 listopada 1943
- major AL – 10 lutego 1944
- pułkownik LWP – 15 października 1945